# ضرار مهيوب

## ضرار مهيوب
الفنان ضرار مهيوب مقبل فنان عود، عازف، ملحن، له الكثير من الأغاني المنشورة له، يمني ولد عام 1994م.

## حياته الشخصية
ولد الفنان ضرار مهيوب الخامري في اليمن- تعز - مديرية جبل حبشي، درس في مدينة الميلاد نفسها، أكمل دراسته الثانوية العامة عام 2011م بدأت الحرب الأهلية اليمنية فلم يستطع مواصلة دراسته الأكاديمية تلجامعية، من هنا بدأ مشواره الفني، كان يحب الفن والغناء، فأتجه نحو التعلم حيث كان أحد أبناء قريته وأحد أصدقائه عازف على العود، تعلم الفن والغناء على آله العود.

### نشأته وتطوره
بعد ما تعلم ضرار الفن لم يستطيع شراء آلة العود بعمل على صناعة آلة يدوية مكونة من صندوق معدني مثبت فيه لوح وأوتار بمسامير صلبة، كان بعض سكان القرية يسمعوا عنه ثم تم إهدائه عود حقيقي من أحد المغتربين في المملكة، كان يحيي حفلات وأعراس في القرية في مسقط رأسه أولاً، هاجر إلى مدينة عدن ليلتحق بمعهد لتعليم الفن ولكن الظروف أجبرته على الرجوع الى قريته ولم يستطع مواصلة تعلم الفن، بسبب موت والده ثم الظروف أجبرته على ترك تعلم الفن من المعاهد، حاول الإلتحاق بجامعة تعز لتعلم الفنون ولكن شهادته الثانوية أصبحت منتهية الصلاحية في ذلك الوقت حيث مر ما يقارب 10 سنوات على تخرجه من الثانوية.
اعتمد ضرار على التعلم الذاتي من فيديوهات اليوتيوب والكتب المنشورة في تعليم الفن والعود خصوصاً، تعلم من بعض المعلمين على يوتيوب مثل بلقيس أحمد، ولاء الجندي.
تأثر ببعض الفنانين مثل أيوب طارش عبسي، الفنان أحمد فتحي، والفنان عبدالباسط عبسي وغيرهم.

## تطوره ومكتب الثقافة
بدأ بإقامة حفلات وأعراس في مدينة تعز، كان يحصل على بعض الأموال التي تساعده لإعالة أسرته، تم تسجيله في مكتب الثقافة في مدينة تعز، عمل مع مكتب الثقافة في عدة أمسيات عيدية، شارك مع بعض الفنانين المشهورين مثل الفنان عمار العزكي في أحد أمسيات قلعة القاهرة، حصل على شهادات من مكتب الثقافة .
وأيضاً بدأ الظهور على القنوات الفضائية نظراً لبداية شهرته عمل مقابلات في عدة قنوات فضائية منها المهرية ويمن شباب وغيرها، وقنوات الراديو أيضاً.

## إنشاء فرقة صدى الأوتار
تم فتح مكتب خاص به في مدينة تعز لإقامة الحفلات والأعراس ليعول أسرته، لأنه كان عاطل عن العمل ولم يتلقي الدعم الكافي من مكتب الثقافة في مدينة تعز.

## أغانية المنشورة
يامسند الأجداد.
من ضاحة النوبة بإيقاعات أمازيغية.
وضعنا النقاط برسم الحروف.
هذه اليمن لأقيالها.
قف شامخاً أنت الثبوت.

## الجوائز الحاصل عليها
حاصل على شهادات من مكتب الثقافة في مدينة تعز